# Gamerip
Een gamerip is een installatieprogramma voor een computerspel.
Kenmerkend is dat het bijzonder klein is gemaakt, zodat het van websites gedownload kan worden en via peer to peer-programma's verspreid. Dit is in de meeste landen illegaal. Vaak zijn geluiden en overbodige bestanden weggelaten en is de rip gecrackt.